# Rundskuedagen i Stege 1921
Rundskuedagen i Stege 1921 er en dansk film fra 1921 indeholdende dokumentariske optagelser af Rundskuedagen i Stege i 1921.

## Handling
Optagelser fra Rundskuedagene den 22.-23. september i Stege. Der er opstillet boder på Stege Torv, og byen har fået besøg af et omrejsende tivoli, der kan byde på lidt af hvert. Man kan bl.a. opleve en vandkunsterinde, Kaptain Thompsons levende kæmpe krokodiller og kæmpesøstrene Asta og Rosa på henholdsvis 22 og 16 år, der vejer 417 og 318 pund. Man kan også prøve lykken i tombolaen eller på Ove Madsens gevinstskydebane. Ved Havnen er der optog med blomsterdekorerede vogne, og i havnebassinet er der kapsejlads i kajak. Inden konkurrencen går i gang demonstrerer en til flere roere en ”grønlændervending”. Rundskuedagene er et kæmpe tilløbsstykke, og overalt er der feststemte mennesker.